# Laura Nsafou
Laura Nsafou, née le 21 juillet 1992, est une auteure française de romans et de livres pour enfants connue également pour son blog « Mrs Roots ».

## Biographie
Métisse d'un père congolais et d'une mère martiniquaise, née le 21 juillet 1992, elle publie à l'âge de 16 ans un premier roman Callie, juste vous et moi. Elle est d'abord connue sous le pseudonyme de MrsRoots, du nom de son blog où elle écrit sur la pluralité des littératures africaines et afrodescendantes et l’afroféminisme en France,. Ayant grandi à Orléans, elle s'installe adulte à Paris.
En 2017, elle publie le roman À mains nues qui narre l'histoire d'une jeune Suédoise noire d'origine somalienne qui souffre d’haptophobie, qu'elle écrit lors d'un séjour en Finlande,. Elle est surprise d'être interrogée fréquemment pour sa description d'une scène explicite sur le plaisir féminin : « J’ai tout de suite compris que j’avais touché quelque chose de tabou, apparemment réservé aux hommes puisqu’on ne demandera jamais à des auteurs masculins de justifier leurs textes sur leurs liaisons, la manière crue et sexiste de parler du corps des femmes, etc. Et effectivement, une lectrice m’a remercié des mois plus tard d’avoir exprimé le plaisir féminin en dehors d’un imaginaire sexiste ». Se définissant comme auteure afropéenne, héritière à la fois de « l'histoire de l'immigration de son père » mais aussi de « son vécu d'occidentale », elle souhaite apporter un contrepoint au male gaze - le point de vue artistique des hommes - et le white gaze - le point de vue artistique des personnes blanches - et regrette que la littérature féministe africaine (portée notamment par la nigériane Chimamanda Ngozi Adichie) soit essentiellement publiée en premier lieu aux États-Unis. Hormis Toni Morrison, elle apprécie particulièrement Octavia E. Butler. Elle participe au film d'Amandine Gay Ouvrir la voix.
Très inspirée par la romancière noire américaine, prix Nobel de littérature, Toni Morrison (« Je ne me voyais pas dans les analyses littéraires. Je cherchais des romans qui parlent d’une jeune femme noire française en Europe qui ne trouve pas sa place, qui est invisible. Je me suis trouvée face à une littérature française qui ne m’inclut pas. J’ai fini par me voir dans la littérature étrangère, en lisant Tar Baby »), elle échange à propos de son blog avec Aurélie Crop, la fondatrice des éditions Bilibok, qui lui propose d’écrire un album pour enfants (qui sera Comme un million de papillons noirs) à partir d’une citation d’un des romans de Toni Morrison, Délivrances, publié en français en 2016,: « ses cheveux, semblables à un million de papillons noirs endormis sur sa tête ». Le livre raconte l'histoire d'une jeune fille noire moquée à l'école pour ses cheveux crépus, une situation plus proche de la réalité des enfants que de l'univers caricatural dans lequel sont souvent cantonnés les personnages noirs, et qui apprend à les aimer : « Je suis partie de mon expérience personnelle. Un jour comme [son héroïne] Adé, après avoir subi des moqueries, j'ai dit à ma mère que je n'aimais pas mes cheveux. J'avais envie de mettre en avant les discriminations entre enfants. Il faut aussi sortir de cette espèce d'idéal qui veut que les enfants soient tous bienveillants. Souvent, si un enfant ne s'aime pas, ce n'est pas inné, c'est une construction qui dépend de l'attitude des autres »,. Illustré par Barbara Brun, le livre est soutenu par un financement participatif et connaît un bon démarrage, mais l'éditeur dépose le bilan. L'ouvrage est réédité l'année suivante par Cambourakis. Métisse, sa pluralité d'origines se retrouve dans les personnes de son livre. Laura Nsafou préfère parler « des communautés afro » que de « la communauté afro » : « C'est pas du tout les mêmes cultures », et c'est pourquoi Adé demande aussi conseil à ses tantes « qui viennent de tous les continents » et que ses camarades d'école ont eux-mêmes différentes couleurs de peau ou types de cheveux.
En 2021, Laura Nsafou publie le premier tome de sa saga afrofuturiste, Nos jours brûlés, chez Albin Michel. Elle puise l'inspiration de son intrigue d'un monde sans soleil dans la pandémie de covid-19 qui a bousculé nos habitudes et repères. En localisant son récit dans des pays africains et caraïbéens, cette nouvelle œuvre résonne avec l'héritage et les publications précédentes de l'autrice,.
En 2024, l'autrice sort la bande dessinée Quand viendra l'été illustrée par Reine Dibussi. La même année, elle publie le roman La Mer chantera ton nom, chez Albin Michel, précédant dans le temps de la narration celui de sa trilogie Nos Jours brûlés. L'histoire se passe au Sénégal, sur l'île de Gorée, où l'on suit l'héroïne Ino dans la découverte de secrets de familles, de dieux et de pouvoirs.

## Œuvres

### Romans
- Callie, juste vous et moi, Bajag-Meri, 2009 (ISBN 978-2-911147-26-5)
- À mains nues, Saint-Avold, éditions Synapse, coll. « Courant majeur », 2017, 434 p. (ISBN 979-10-97198-02-2)
- Comme un million de papillons noirs (ill. Barbara Brun), Paris, Cambourakis, coll. « Sorcières », 2018, 36 p. (ISBN 978-2-36624-352-9)[15]
- Nos jours brûlés, Éditions Albin Michel, 2021, 320 p. (ISBN 9782226460349)
- Nos jours brûlés, t. 2 : Les Flammes ivoire, Éditions Albin Michel, 2022, 416 p. (ISBN 2226460357)
- Nos Jours Brûlés, t. 3 : Le Dernier Feu, Éditions Albin Michel, 2023, 336 p. (ISBN 2226478868)

### Bandes-dessinées
- Le Chemin de Jada (ill. Barbara Brun), Paris, Cambourakis, coll. « sorcières », 2020, 32 p. (ISBN 978-2-36624-465-6)
- Les Lumineuses (ill. Amélie-Anne Calmo), Paris, Lunii, 2020
- Fadya et le chant de la rivière (ill. Amélie-Anne Calmo), Lunii, 2020, 40 p. (ISBN 978-2-37972-026-0)
- La Demeure du ciel (ill. Olga Guillaud), Paris, Cambourakis, coll. « Sorcières », 2021, 48 p. (ISBN 2366245858)
- Amours croisés (ill. Camélia Blandeau), Marabulles, 2022, 192 p. (ISBN 2501146980)
- Quand vient l'été (ill. Reine Dibussi), Marabulles, 2024, 224 p. (ISBN 250116329X)